# Szöszös fűrészgomba
A szöszös fűrészgomba (Lentinellus ursinus) az Auriscalpiaceae családba tartozó, Eurázsiában, Észak-Amerikában és Ausztráliában honos, lombos fák elhalt törzsén élő, nem ehető gombafaj. 

## Megjelenése
A szöszös fűrészgomba kalapja közvetlenül, tönk nélkül csatlakozik a fatörzs aljzathoz. Szélessége 2,5-10 cm, nagyjából félkör vagy vese alakú, eleinte domború, idősen ellaposodik vagy a közepe bemélyed. Fiatalon felszíne (legalább területének középső harmada) finoman szőrös-bársonyos, később lekopaszodik. Színe barna, fahéjbarna vagy halványbarna, pereme világosabb. Széle kissé hullámos, karéjos, szélesen legömbölyödő, aláhajló.
Lemezei sűrűn állók, élük jellegzetesen fűrészes. Sok a kalap negyedéig, feléig futó féllemez. Színük fiatalon fehér, esetleg rózsás árnyalattal, később halvány szürkésbarnák lesznek.
Húsa vékony, rostos, ruganyos. Színe fakóbarna. Szaga nem jellegzetes, íze erősen keserű. 
Spórapora fehér. Spórája elliptikus, finoman szemcsézett, amiloid, mérete 4-4,5 x 3-3,5 µm.

### Hasonló fajok
Az erestönkű laskagomba, esetleg a nyári laskagomba vagy a sárgatönkű áldücskőgomba hasonlíthat hozzá. 

## Elterjedése és termőhelye
Eurázsiában, Észak-Amerikában és Ausztráliában honos. 
Lombos fák (bükk, hárs, nyír, fűz, gesztenye, nagyon ritkán fenyők) elhalt, korhadó törzsén, tuskóin él, általában csoportosan jelennek meg a termőtestek. Utak mentén, erdei ösvények szélén, parkokban, bolygatott talajon, faforgácson él, általában csoportosan. Nyáron és ősszel terem.

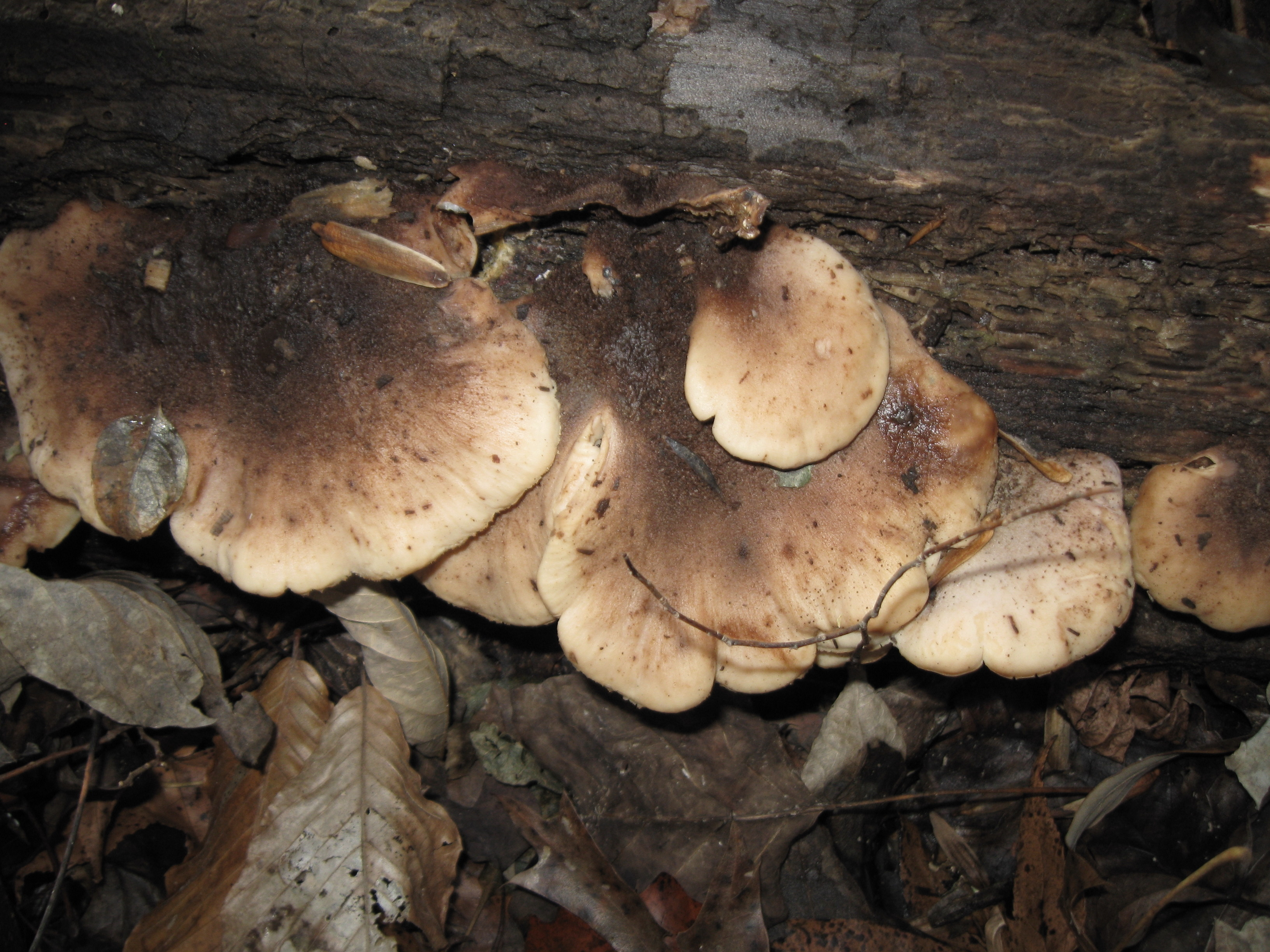
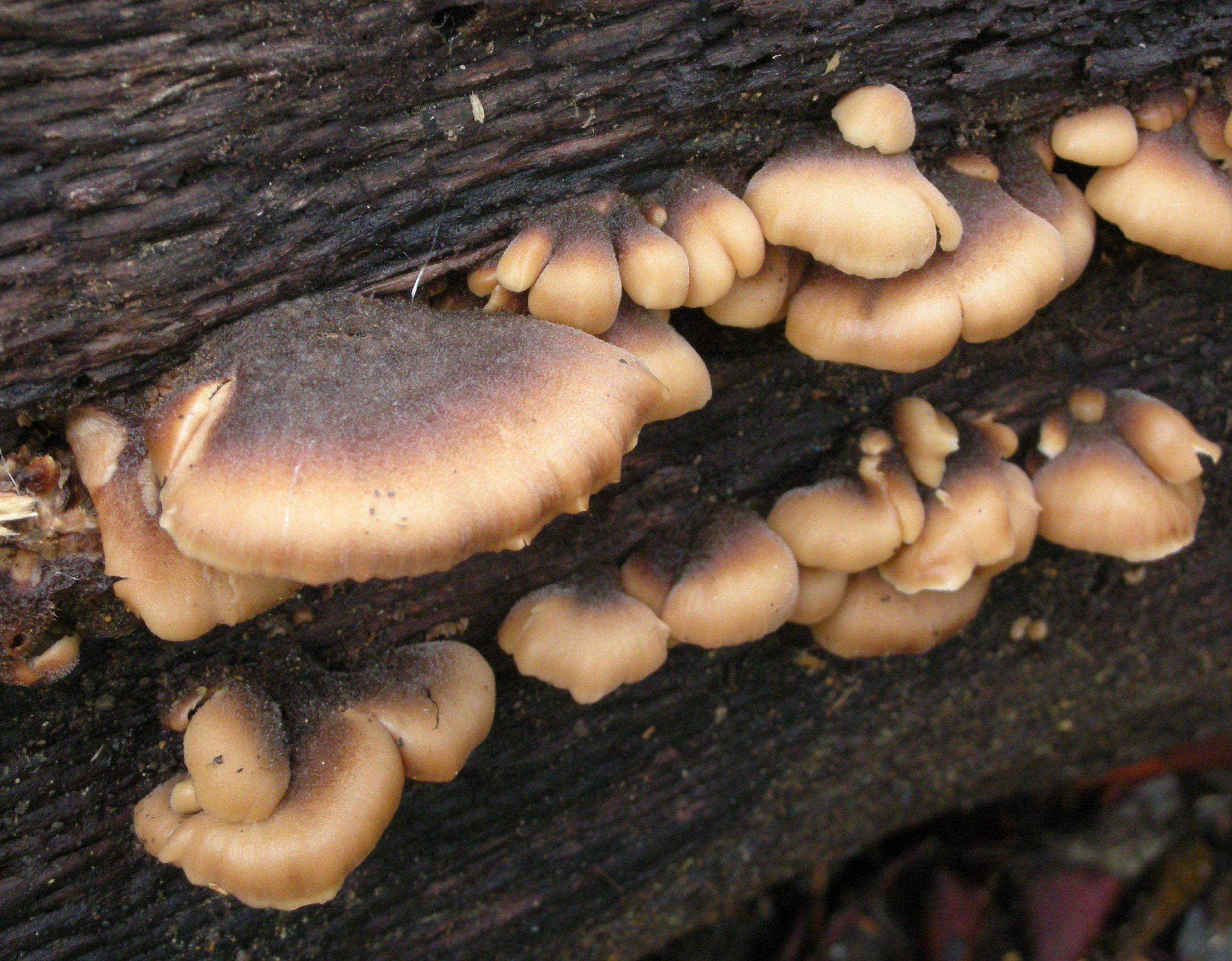
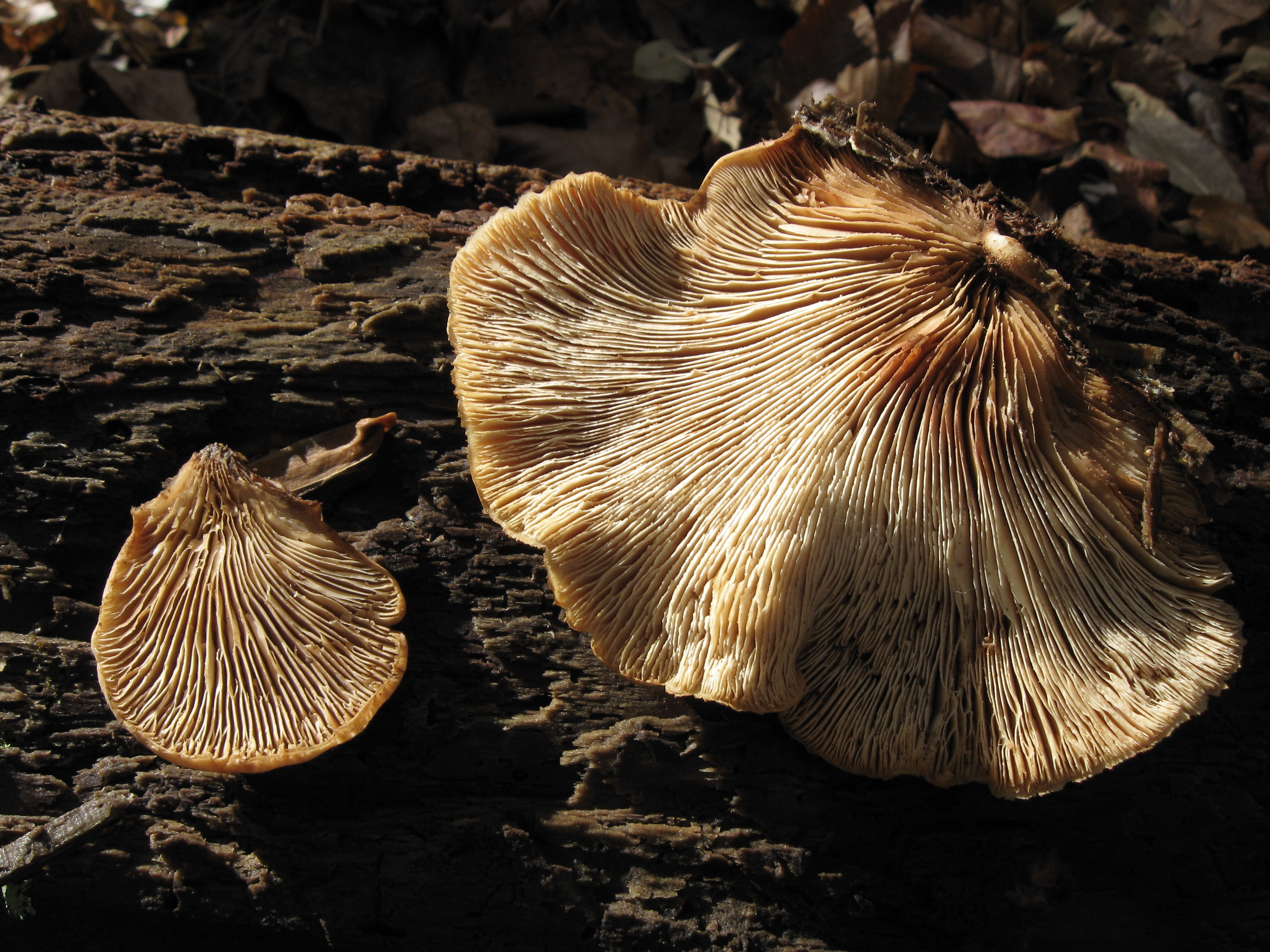
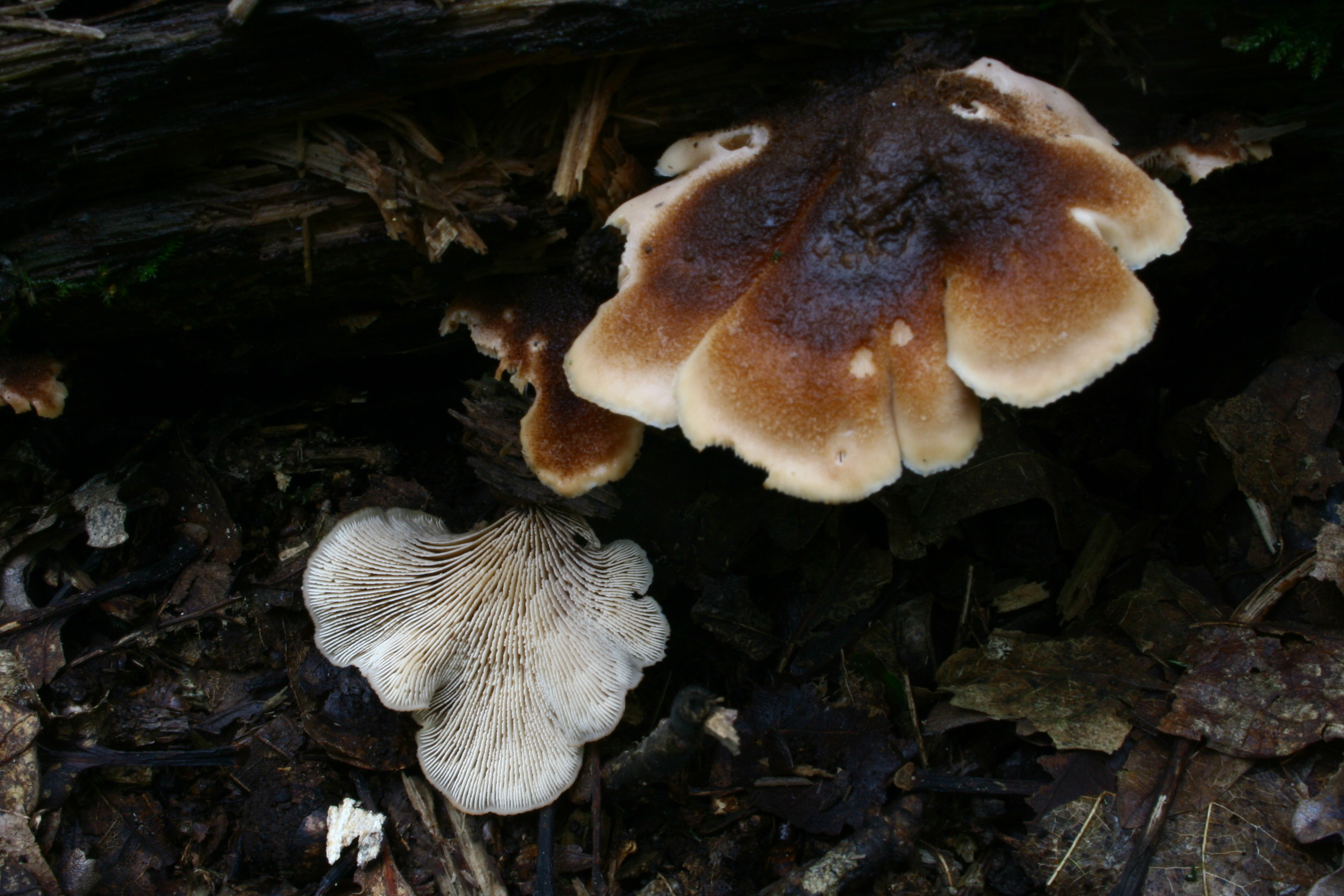
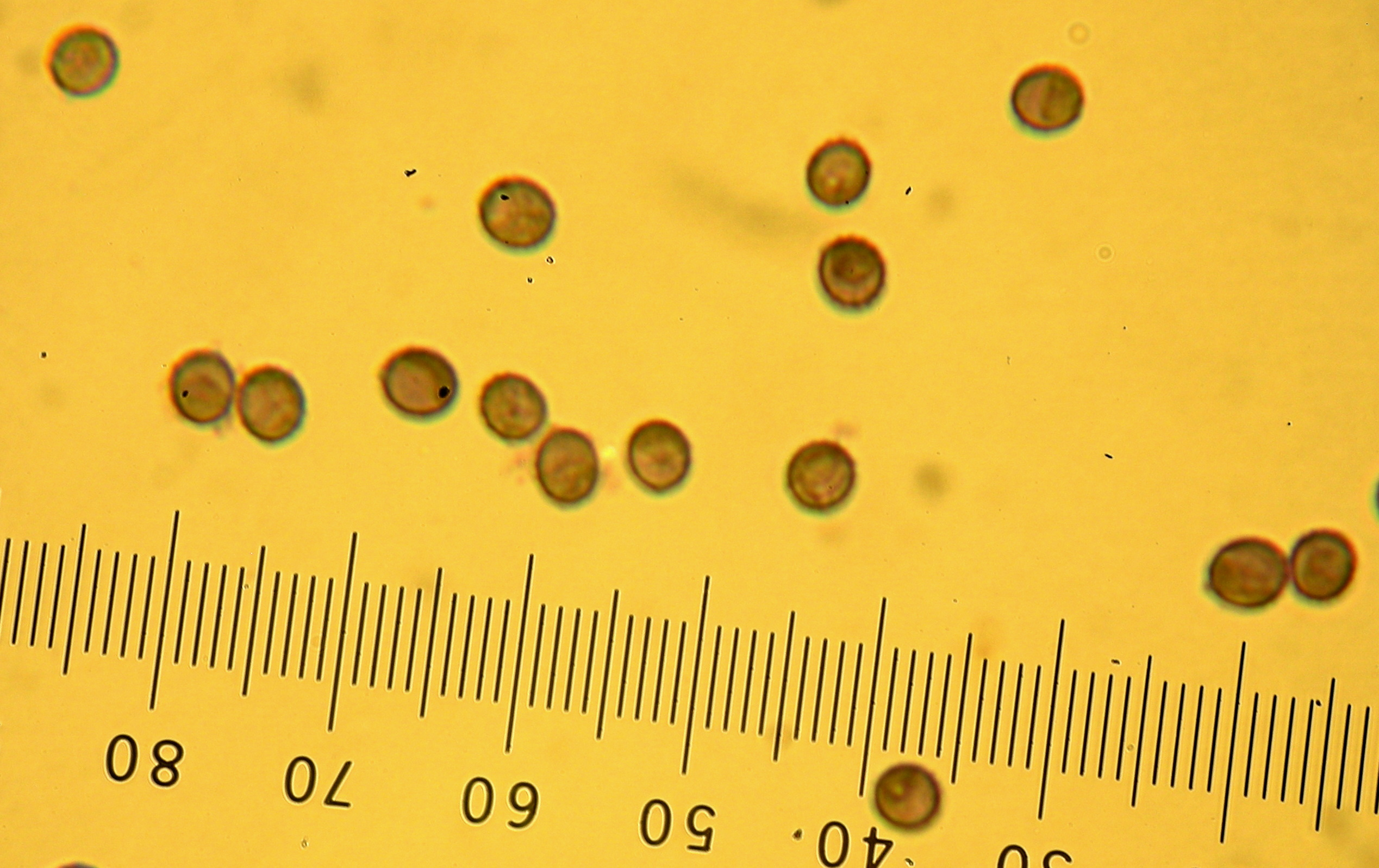

Nem ehető. 